# Populäre Klassik
Populäre Klassik bezeichnet ein Genre der populären Musik. Zur populären Klassik werden Melodien der E-Musik gerechnet, die durch ihren Einsatz bei Veranstaltungen der volkstümlichen Musik, durch Wunschkonzerte, als Marschmusik, als Hintergrundmusik in Supermärkten, in Werbespots und als Telefon-Klingeltöne weithin bekannt sind.
Populäre Klassik findet sich auch auf zahlreichen Sampler-CDs („Best of …“, „Die schönsten Melodien von …“). Oft handelt es sich dabei um Zusammenstellungen alter, interpretationshistorisch wenig bedeutender Einspielungen aus den Archivbeständen der Plattenfirmen.
Charakteristisch für die populäre Klassik ist, dass einzelne bekannte Stücke, Teile oder Sätze klassischer Kompositionen aus ihrem Zusammenhang gerissen und isoliert dargeboten werden, wobei künstlerische Aspekte wie Interpretation oder Werktreue meistens vernachlässigt werden. Nicht selten findet auch ein Eingriff in die originale Werkgestalt statt, zum Beispiel durch ein neues Arrangement oder (Um-)Instrumentierung, Kürzung oder Zusammenstellung zu Potpourris.
Interpreten der populären Klassik spielen oft auch neue Kompositionen mit eingängigen Melodien, die den Stil klassischer Vorlagen imitieren. Manche Gruppen wie Rondò Veneziano, ein Projekt des italienischen Komponisten Gian Piero Reverberi mit pseudo-barockem Orchester und moderner Rhythmusgruppe, spielen ausschließlich solche Neukompositionen.
Jazz-Interpretationen von klassischen Werken, z. B. die Bach-Interpretationen des französischen Pianisten Jacques Loussier, oder experimentelle elektronische Versionen wie die von Walter/Wendy Carlos wandeln die Vorlagen kreativ und spielerisch ab und lassen sich daher nur eingeschränkt zur populären Klassik zählen, deren Arrangements meist eher von kommerziellen Gesichtspunkten geleitet werden.

## Beliebte Vorlagen
Als Vorlagen für populäre Klassik werden u. a. folgende Werke häufig verwendet:
- Air aus der 3. Orchestersuite von Johann Sebastian Bach
- Toccata und Fuge d-Moll BWV 565 von Johann Sebastian Bach
- Albumblatt „Für Elise“ von Ludwig van Beethoven
- 1. Satz der Sinfonie Nr. 5 von Ludwig van Beethoven
- Der vierte Satz Ode an die Freude der 9. Sinfonie von Ludwig van Beethoven
- Habanera und Auf, in den Kampf, Torero, Arie aus der Oper Carmen von Georges Bizet
- Menuett A-Dur aus dem Streichquintett Op. 11/5 von Luigi Boccherini
- Prélude aus Te Deum, bekannt als Eurovisionsmelodie, von Marc-Antoine Charpentier
- Englischhorn-Solo im Largo der 9. Sinfonie „Aus der neuen Welt“ von Antonín Dvořák
- Humoreske Op. 101 Nr. 7 von Antonín Dvořák
- Ave Maria von Charles Gounod, basierend auf einem Präludium von Johann Sebastian Bach
- Ungarischer Tanz Nr. 5 aus den Ungarischen Tänzen von Johannes Brahms
- Anitras Tanz, In der Halle des Bergkönigs und Morgenstimmung aus der Peer-Gynt-Suite von Edvard Grieg
- Halleluja aus dem Oratorium Messias von Georg Friedrich Händel
- Ombra mai fu, meist nur als Largo bezeichnet, Arie aus der Oper Xerxes von Georg Friedrich Händel
- 1. Satz aus Eine kleine Nachtmusik von Wolfgang Amadeus Mozart
- 1. Satz der Sinfonie Nr. 40 g-Moll von Wolfgang Amadeus Mozart
- Galop infernal (Cancan) aus der Operette Orpheus in der Unterwelt von Jacques Offenbach
- Schöne Nacht, du Liebesnacht (Barcarole) aus der Oper Hoffmanns Erzählungen von Jacques Offenbach
- Fortuna imperatrix mundi, Beginn der Carmina Burana von Carl Orff
- Boléro, Orchesterwerk von Maurice Ravel
- Gymnopédie No. 1 von Erik Satie
- Ave Maria von Franz Schubert
- Träumerei Op. 15 Nr. 7 von Robert Schumann
- Viele Stücke aus dem Nussknacker und dem Schwanensee von Pjotr Tschaikowski
- Gefangenenchor aus der Oper Nabucco von Giuseppe Verdi
- Trinklied (Brindisi) aus der Oper La traviata von Giuseppe Verdi
- La donna è mobile (deutsch O wie so trügerisch), Arie aus der Oper Rigoletto von Giuseppe Verdi
- Nessun dorma aus der Oper Turandot von Giacomo Puccini
- verschiedene Sätze aus den Violinkonzerten Die vier Jahreszeiten von Antonio Vivaldi
- Treulich geführt, Brautlied aus der Oper Lohengrin von Richard Wagner
- Walkürenritt aus der Oper Die Walküre von Richard Wagner
- Sonnenaufgang aus Also sprach Zarathustra Op. 30 Nr. 1 von Richard Strauss
- Hochzeitsmarsch aus Felix Mendelssohn Bartholdys Ein Sommernachtstraum
- Kanon und Gigue in D-Dur von Johann Pachelbel
- Säbeltanz von Aram Chatschaturjan
- Ouvertüre der Oper Wilhelm Tell von Gioachino Rossini
- Die Moldau aus Mein Vaterland von Bedřich Smetana
- Das orchestrale Interludium Hummelflug aus der Oper Das Märchen vom Zaren Saltan von Nikolai Rimski-Korsakow

## Interpreten
Bekannte Interpreten von populärer Klassik sind:
- Richard Clayderman
- James Last
- Liberace
- Klaus Nomi
- André Rieu
- Waldo de los Ríos
- Swingle Singers
- Helmut Zacharias
- Rondò Veneziano
- Vanessa-Mae
- David Garrett
- Marek & Vacek
- Yiruma